# شمشاد بنغويلي
شمشاد بنغويلي (الاسم العلمي:Buxus benguellensis) هو نوع من النباتات يتبع جنس الشمشاد من الفصيلة الشمشادية.